# Cloralluminite
La cloralluminite è un minerale.